# Kłuiszka
Kłuiszka (Neacomys) – rodzaj ssaków z podrodziny bawełniaków (Sigmodontinae) w obrębie rodziny chomikowatych (Cricetidae).

## Rozmieszczenie geograficzne
Rodzaj obejmuje gatunki występujące w południowej Ameryce Środkowej i Ameryce Południowej.

## Morfologia
Długość ciała (bez ogona) 60–105 mm, długość ogona 62–165 mm, długość ucha 10–18 mm, długość tylnej stopy 18–27 mm; masa ciała 9–35 g. Rodzaj Neacomys obejmuje małe bawełniaki pokryte krótkimi kolcami na grzbiecie, z małymi uszami, średnio długimi wibrysami, ośmioma sutkami i ogonami równymi lub nieco dłuższymi od długości ciała.

## Systematyka
Rodzaj zdefiniował w 1900 roku angielski zoolog Oldfield Thomas w artykule poświęconym nowym południowoamerykańskim ssakom opublikowanym na łamach The Annals and magazine of natural history. Gatunkiem typowym jest  (oryginalne oznaczenie) kłuiszka kolczasta (N. spinosus). 

### Etymologia
Neacomys: gr. νεος neos ‘nowy’; rodzaj Acomys I. Geoffroy Saint-Hilaire, 1838 (kolcomysz). 

### Podział systematyczny
Do rodzaju należą następujące gatunki:
| Grafika | Gatunek               | Autor i rok opisu                                                                            | Nazwa zwyczajowa    | Podgatunki         | Rozmieszczenie geograficzne | Podstawowe wymiary                              | Status IUCN |
| ------- | --------------------- | -------------------------------------------------------------------------------------------- | ------------------- | ------------------ | --- | ----------------------------------------------- | ----------- |
|         | Neacomys paracou      | Voss, Lunde & Simmons, 2001                                                                  | kłuiszka czarna     | gatunek monotypowy | skrajnie wschodnia Wenezuela, region Gujana i północna Brazylia (Amazonas, Pará i Amapá)                                                            | DC: 7–8,3 cm DO: 6,5–8,1 cm MC: 10–19 g         | LC          |
|         | Neacomys serranensis  | Colmenares-Pinzón, 2021                                                                      |                     | gatunek monotypowy | endemit Kolumbii (znany z dwóch miejsc w Serrania de los Yariguíes (Santander; granice zasięgu nieznane; zakres wysokości: 1595–2125 m n.p.m.       | DC: około 8 cm DO: około 10,2 cm MC: około 14 g | NE          |
|         | Neacomys vargasllosai | Hurtado & Pacheco, 2017                                                                      |                     | gatunek monotypowy | południowe Peru (Puno) do środkowej Boliwii (zachodnie Santa Cruz); zakres wysokości: do 1985 m n.p.m.                                              | DC: 7,6–9,8 cm DO: 7,9–11,8 cm MC: 16,5–31 g    | NE          |
|         | Neacomys spinosus     | (O. Thomas, 1882)                                                                            | kłuiszka kolczasta  | gatunek monotypowy | endemit Peru (południowa rzeka Marañón do północnej rzeki Huallaga (Amazonas, San Martín i Huánuco; zakres wysokości: 1125–2375 m n.p.m.            | DC: 7,5–10,5 cm DO: 8,8–12,2 cm MC: 15–35 g     | LC          |
|         | Neacomys amoenus      | O. Thomas, 1903                                                                              |                     | gatunek monotypowy | zachodnio-środkowa Brazylia (Rondônia i Mato Grosso) oraz północna i wschodnia Boliwia (Pando, La Paz i Santa Cruz)                                 | DC: 6,5–7,9 cm DO: 7,2–10,2 cm MC: 20–30 g      | NE          |
|         | Neacomys carceleni    | Hershkovitz, 1940                                                                            |                     | gatunek monotypowy | wschodni Ekwador (Napo na południe do Zamora-Chinchipe) i wschodnie Peru (Loreto na południe do Madre de Dios); zakres wysokości: 200–1885 m n.p.m. | DC: 6,5–7,9 cm DO: 7,2–10,2 cm MC: 20–30 g      | NE          |
|         | Neacomys auriventer   | Brito, Tinoco, Burneo, C. Koch, Arguero, Vargas & C.M. Pinto, 2021                           |                     | gatunek monotypowy | endemit Ekwadoru (znany z 4 miejsc w Cordillera del Cóndor); zakres wysokości: 1460–1885 m n.p.m.                                                   | DC: 6,4–7,5 cm DO: 8–11,9 cm MC: 12,5–18 g      | NE          |
|         | Neacomys dubosti      | Voss, Lunde & Simmons, 2001                                                                  | kłuiszka kajeńska   | gatunek monotypowy | południowo-wschodni Surinam, Gujana Francuska i północno-wschodnia (Amapá i Pará)                                                                   | DC: 6,4–8,1 cm DO: 7,1–9,2 cm MC: 11–19 g       | LC          |
|         | Neacomys vossi        | Semedo, M.N.F. Silva, Gutiérrez, Ferreira, Nunes, Mendes-Oliveira, Farias & R.V. Rossi, 2020 |                     | gatunek monotypowy | endemit Brazylii (wschodni górny i środkowy bieg rzeki Tapajós i zachodni dolny bieg rzeki Xingu)                                                   | DC: 6,5–7,7 cm DO: 11–15,6 cm MC: 9–15,5 g      | NE          |
|         | Neacomys elieceri     | Semedo, M.N.F. Silva, Carmignotto & R.V. Rossi, 2021                                         |                     | gatunek monotypowy | endemit Brazylii (zachodni brzeg górnego i środkowego biegu rzeki Tapajós (Pará))                                                                   | DC: 7,1–7,7 cm DO: 14,8–16,5 cm MC: 14–31 g     | NE          |
|         | Neacomys xingu        | Semedo, M.N.F. Silva, Gutiérrez, Ferreira, Nunes, Mendes-Oliveira, Farias & R.V. Rossi, 2020 |                     | gatunek monotypowy | endemit Brazylii (wschodni dolny bieg rzeki Xingu i region Serra de Carajás)                                                                        | DC: 6,8–7,5 cm DO: 13,8–15,6 cm MC: 11,5–18,5 g | NE          |
|         | Neacomys marajoara    | Semedo, M.N.F. Silva, Gutiérrez, Ferreira, Nunes, Mendes-Oliveira, Farias & R.V. Rossi, 2020 |                     | gatunek monotypowy | endemit Brazylii (znany tylko z wyspy Marajó (Pará))                                                                                                | DC: 6,2–7,7 cm DO: 12,8–15,3 cm MC: 9–16,5 g    | NE          |
|         | Neacomys guianae      | O. Thomas, 1905                                                                              | kłuiszka gujańska   | gatunek monotypowy | południowo-wschodnia Wenezuela, Gujana, Surinam i prawdopodobnie przyległa północno-wschodnia Brazylia                                              | DC: 6,4–8,5 cm DO: 6,7–8,1 cm MC: 10–16 g       | LC          |
|         | Neacomys jau          | Semedo, M.N.F. Silva, Carmignotto & R.V. Rossi, 2021                                         |                     | gatunek monotypowy | endemit Brazylii (prawy brzeg rzeki Jaú i lewy brzeg rzeki Japurá (Amazonas)                                                                        | DC: 6,9–10 cm DO: 13–15,1 cm MC: 13–16 g        | NE          |
|         | Neacomys minutus      | Patton, M.N.F. Silva & Malcolm, 2000                                                         | kłuiszka malutka    | gatunek monotypowy | Peru (dorzecze rzeki Gálvez, Loreto) i Brazylia (środkowy i dolny bieg rzeki Juruá, Amazonas)                                                       | DC: 6,5–7,9 cm DO: 7–8,4 cm MC: 10–15 g         | LC          |
|         | Neacomys macedoruizi  | Sánchez-Vendizú, Pacheco & Vivas-Ruiz, 2018                                                  |                     | gatunek monotypowy | endemit peru (znany tylko z Parku Narodowego Tingo María)                                                                                           | DC: 6,5–8 cm DO: 7,5–8,5 cm MC: brak danych     | NE          |
|         | Neacomys aletheia     | Semedo, M.N.F. Silva, Carmignotto & R.V. Rossi, 2021                                         |                     | gatunek monotypowy | Brazylia (oba brzegi rzeki Juruá, Amazonas) i Peru (wschodni brzeg rzeki Ukajali, Loreto)                                                           | DC: 6,7–7,9 cm DO: 14,8–16,3 cm MC: 11–15 g     | NE          |
|         | Neacomys musseri      | Patton, M.N.F. Silva & Malcolm, 2000                                                         | kłuiszka dżunglowa  | gatunek monotypowy | zachodnia Nizina Amazonki we wschodnim i południowo-wschodnim Peru oraz skrajnie zachodnia Brazylia; prawdopodobnie przyległa Boliwia               | DC: 6,5–7 cm DO: 6,8–9 cm MC: 11–17 g           | LC          |
|         | Neacomys rosalindae   | Sánchez-Vendizú, Pacheco & Vivas-Ruiz, 2018                                                  |                     | gatunek monotypowy | północna rzeka Amazonka w północno-wschodnim Peru (Amazonas i Loreto) i wschodni Ekwador (Pastaza i Napo)                                           | DC: 6,2–9,9 cm DO: 6,1–8,7 cm MC: brak danych   | NE          |
|         | Neacomys marci        | Brito & Tinoco, 2023                                                                         |                     | gatunek monotypowy | endemit Ekwadoru (znany z 6 miejsc w Carchi, Pichincha i Esmeraldas); zakres wysokości: 450–1630 m n.p.m.                                           | DC: 6,2–8,5 cm DO: 5–8,8 cm MC: brak danych     | NE          |
|         | Neacomys tenuipes     | O. Thomas, 1900                                                                              | kłuiszka wąskostopa | gatunek monotypowy | lasy w północno-środkowej i zachodniej Kolumbii, północnej Wenezueli oraz północno-zachodnim Ekwadorze; zakres wysokości: 400–1750 m n.p.m.         | DC: 7,2–9,7 cm DO: 7,4–10,8 cm MC: 12–22 g      | LC          |
|         | Neacomys pictus       | E.A. Goldman, 1912                                                                           | kłuiszka pstra      | gatunek monotypowy | endemit Panamy (znany tylko ze skrajnie wschodniej części (Darién)); zakres wysokości: 550–600 m n.p.m.                                             | DC: 6–8,8 cm DO: 7,4–8,7 cm MC: brak danych     | DD          |
|         | Neacomys leilae       | Caccavo & Weksler, 2021                                                                      |                     | gatunek monotypowy | endemit Wenezueli (środkowa Kordyliera Nadbrzeżna (Aragua, Dystrykt Stołeczny i Miranda; zakres wysokości: 1050–1470 m n.p.m.                       | DC: 6,7–8,2 cm DO: 9,2–11,8 cm MC: 12,2–14,5 g  | NE          |
|         | Neacomys oliveirai    | Caccavo & Weksler, 2021                                                                      |                     | gatunek monotypowy | endemit Brazylii (Floresta Nacional de Carajás (Pará)); zakres wysokości: 655–745 m n.p.m.                                                          | DC: 6,8–8,1 cm DO: 6,2–8,2 cm MC: 10–15 g       | NE          |

Kategorie IUCN:  LC  – gatunek najmniejszej troski,  DD  – gatunki o nieokreślonym stopniu zagrożenia;  NE  – gatunki niepoddane jeszcze ocenie.